# La duquessa
La duquessa (títol original en anglès, The Duchess) és una pel·lícula de drama històric de 2008 dirigida per Saul Dibb, que va coescriure el guió amb Jeffrey Hatcher i Anders Thomas Jensen, basada en el llibre de 1998 Georgiana, Duchess of Devonshire d'Amanda Foreman, sobre l'aristòcrata anglesa Georgiana Cavendish de finals del segle XVIII. Va ser una avantpassada de Diana, princesa de Gal·les, de qui prové la cita "Hi havia tres persones en el seu matrimoni" al cartell promocional. S'ha doblat al català central i al valencià.
La duquessa es va estrenar el 8 de setembre de 2008 al Regne Unit. La pel·lícula va rebre crítiques generalment positives. Va guanyar l'Oscar al millor disseny de vestuari i va ser nominada al millor disseny de producció als 81ns premis de l'Acadèmia.